# Anianiau
L'anianiau (Magumma parva) és un ocell de la família dels fringíl·lids (Fringillidae) i única espècie del gènere Magumma Mathews, 1925.

## Hàbitat i distribució
Habita la selva pluvial de Kauai, a les illes Hawaii orientals.